# コンパートメント (紋章学)

エスカッシャン
フィールド
サポーター
モットー (スコットランド)
クレスト
リース
マント
ヘルメット
クラウン/コロネット
コンパートメント
チャージ
オーディナリー
モットー
画像ファイル（環境により文字がずれることもあります）

コンパートメント（英: Compartment）は、エスカッシャンを支えるようにその下に置かれ、サポーターが立つ台座として示される紋章の構成要素である。その形は様々で、木製であったり金属製であったりしたが、時代や国によって異なる。現在では岩盤、草原、海など、ある種の風景を表現した築山形と呼ばれるものが一般的である。

## 解説

### 歴史
15世紀ごろから使われ始めたもので、紋章の構成要素の中ではだいぶ後になってから追加されたものである。コンパートメントが初めて使われたのは、大陸ヨーロッパではオストゥレヴァン伯ギヨーム・ドゥ・バヴィエールが1412年に使用したシールであり、イギリス連邦ではスコットランドのダグラス伯爵家が1434年に使用したシールである。紋章の発祥が11世紀から12世紀ごろと言われているから、コンパートメントの登場まで400年前後経っていたことになる。ヴィクトリア朝の時代には、紋章のアーティストによってサポーターの足や蹄の下にしばしば置かれた「ガス灯受け (gas-bracket)」と呼ばれる金属細工の装飾の図が好まれ、チャールズ3世の紋章に現在も見られる。
コンパートメントは、イングランドで位階の高い者だけの使用に限られるという制限がある程度で、ヘルメット、クラウンあるいはサポーターほど使用上の制限はない。また、イタリアでは貴族の紋章でもコンパートメントを使用しなかった。紋章にサポーターが加増されるとき、通常コンパートメントも加えられる。稀なケースでは、コンパートメントが加増として授けられることがある。

### 分類

#### 風景

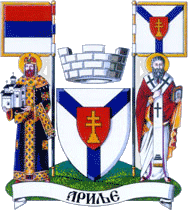
セルビア・アリリェの紋章

コンパートメントは何らかの陸や海の風景であることがあり、精巧な描写を施されていることがある。スコットランドの氏族の長の紋章の場合、コンパートメントは一族の花で覆われた草原「ヴァートのマウント」である。また、比較的最近カナダで登録されたものでは、ノーザン・ブリティッシュ・コロンビア大学の紋章のコンパートメントは、ブリティッシュ・コロンビア州の固有種であるカーモード・ベアが立つデキスター側が森と山頂、ウッドランド・カリブーが立つシニスター側が小麦の穂になっており、それらはロン・セバスチャンによってデザインされたシャチをチャージされている紋章的表現の水の上にある。
コンパートメントは、地理の特定の部分を持っていることがある。ケニアの国章のコンパートメントはケニア山であり、コロンビアのクンデナマルカ県アルベラエスの紋章のコンパートメントは地球である。

#### 建造物

アイスランドの旧国章（1919 - 1944）

また、若干の変わったコンパートメントがある。カナダ大学協会 (Association of Universities and Colleges of Canada) のコンパートメントは、欧米の大学の中庭などに見られる方形の庭である。カナダ工学院 (Canadian Academy of Engineering) の紋章が水の上に渡されている橋のコンパートメントを持ち、一方で旧カンバーランド議会の紋章はコンパートメントとしてレンガ造りの壁を持っている。

#### 生物
コンパートメントは景色や物体ばりでなく、実在又は想像上の生物であることもある。ダンダスの紋章のコンパートメントが「炎の中のサラマンダー」である一方、ロバートソン氏族長の紋章では鎖につながれた男がコンパートメントになっているが、これは4代目の氏族長がスコットランド王ジェームズ1世を暗殺した者のうちの1人を捕らえた事実に基づいている。

### スクロールにサポーターが立つ例
アメリカ合衆国のニュージャージー州の紋章や、リトアニアのジェマイティヤの紋章はコンパートメントがなく、サポーターがモットーのスクロールの上に立っているユニークな例である。南オーストラリア州の紋章のような、サポーターが乗っていないコンパートメントも可能であるが、非常に珍しい例である。

ニュージャージー州の紋章
ジェマイティヤの紋章